# Suite (album de Gilbert Bécaud)
Pour les articles homonymes, voir Suite.
Albums de Gilbert Bécaud
Je partirai
(2002) Roman de gare
(2007)
Suite est un album studio posthume de Gilbert Bécaud, sorti en septembre 2005. 
Il comprend trois inédits et huit réenregistrements dont un en duo avec Fella. L'album est vendu avec un DVD de 45 minutes dans une édition limitée.

## Suite
1. C'est quoi le temps (Pierre Delanoë/Gilbert Bécaud) [3 min 35 s][1]
2. Credo (Pierre Delanoë/Gilbert Bécaud) [3 min 34 s] (nouvelle version)
3. Mustapha Dupont (en duo avec Fella) (Pierre Delanoë/Gilbert Bécaud) [4 min 08 s] (nouvelle version d'un titre enregistré en solo en 1983)
4. Je me fous de la fin du monde (Claude Lemesle/Gilbert Bécaud) [3 min 25 s] (nouvelle version)
5. Le Dernier Été (Claude Lemesle/Gilbert Bécaud) [3 min 13 s][1]
6. Lorsque viendra le dernier jour (Louis Amade/Gilbert Bécaud) [2 min 45 s] (nouvelle version)
7. T'es venu de loin (Louis Amade/Gilbert Bécaud) [4 min 36 s] (nouvelle version)
8. De quoi demain sera-t-il fait ? (Maurice Vidalin/Gilbert Bécaud) [4 min 43 s] (nouvelle version)
9. Le Chemin (Pierre Delanoë/Gilbert Bécaud) [2 min 29 s][1]
10. Pour qui veille l'étoile (Pierre Delanoë/Gilbert Bécaud) [3 min 00 s] (nouvelle version)
11. Je t'aimerai jusqu'à la fin du monde (Louis Amade/Gilbert Bécaud) [5 min 45 s] (nouvelle version)